# 姜哲

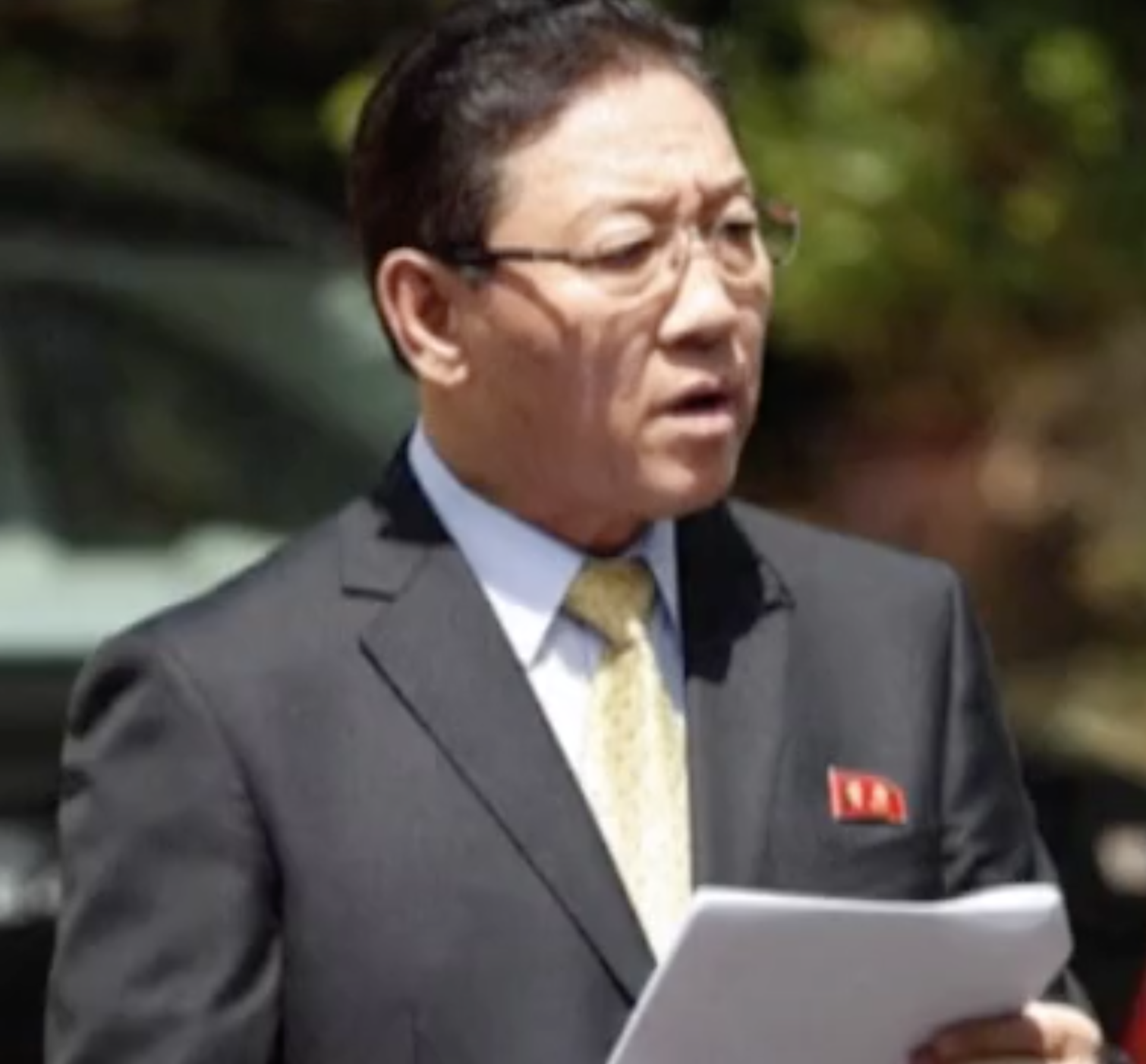
2017年

姜 哲（カン・チョル、朝鮮語: 강철、生年不詳 - ）は、朝鮮民主主義人民共和国の外交官。マレーシア駐在北朝鮮大使（代不明）。

## 概要
生年月日や出身地、これまでの経歴等は不明。2013年12月よりマレーシア駐在北朝鮮大使に任命された。2017年3月4日、マレーシア外務省により『ペルソナ・ノン・グラータ』とされ、国外追放処分となったため、帰国した。